# Placówka Straży Celnej „Dżembronia”

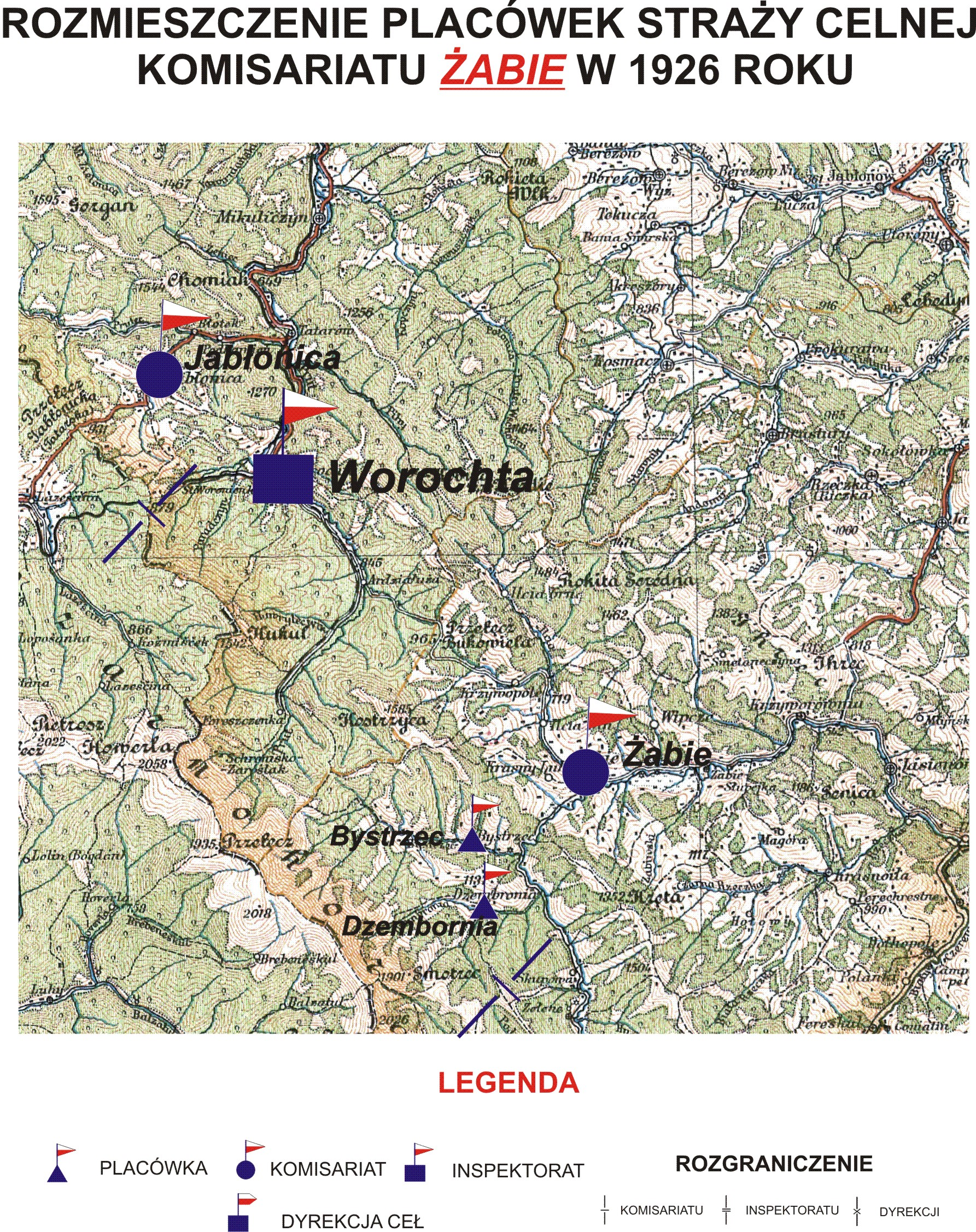
Rozmieszczenie placówek SC Komisariatu Żabie w 1926 r.

Placówka Straży Celnej „Dżembronia” – jednostka organizacyjna Straży Celnej pełniąca w okresie międzywojennym służbę ochronną na granicy polsko-rumuńskiej.

## Formowanie i zmiany organizacyjne
Na wniosek Ministerstwa Skarbu, uchwałą z 10 marca 1920 roku, powołano do życia Straż Celną. Od połowy 1921 roku jednostki Straży Celnej rozpoczęły przejmowanie odcinków granicy od pododdziałów Batalionów Celnych. Proces tworzenia Straży Celnej trwał do końca 1922 roku. Placówka Straży Celnej „Dżembronia” weszła w podporządkowanie komisariatu Straży Celnej „Żabie” z Inspektoratu SC „Worochta”.
W drugiej połowie 1927 roku przystąpiono do gruntownej reorganizacji Straży Celnej. W praktyce skutkowało to rozwiązaniem tej formacji granicznej. Ochronę północnej, zachodniej i południowej granicy państwa przejęła powołana z dniem 2 kwietnia 1928 roku Straż Graniczna.
Rozkazem nr 5 z 16 maja 1928 roku w sprawie organizacji Małopolskiego Inspektoratu Okręgowego dowódca Straży Granicznej gen. bryg. Stefan Pasławski określił strukturę organizacyjną komisariatu SG „Żabie”. Placówka Straży Granicznej I linii „Rzembronia” znalazła się w jego strukturze.

## Funkcjonariusze placówki
Kierownicy placówki
| stopień    | imię i nazwisko, numer | okres pełnienia służby | kolejne stanowisko |
| ---------- | ---------------------- | ---------------------- | ------------------ |
| przodownik | Marcin Goliński (49)   | był w 1926             |                    |

Obsada personalna placówki w 1926:
- przodownik Marcin Goliński (49)
- strażnik Ludwik Urbaniak (1559)
- strażnik Jan Tomelka (781)
- strażnik Andrzej Michalski (771)
- strażnik Józef Dzioba (762)
- strażnik Franciszek Wincenty (782)
- strażnik Jakub Repich (776)
- strażnik Józef Borkowski (642)
- strażnik Stanisław Michalak (1651)